# Stacy Jupiter
Stacy Jupiter, née en 1975, est une océanographe dont les recherches portent sur la biologie marine des îles Fidji.  
Elle remporte la bourse MacArthur en 2019. Ses recherches portent principalement sur les communautés locales, pour observer leurs stratégies efficaces de conservation et de protection des systèmes côtiers, et reproduire leurs comportements. Elle travaille surtout en Mélanésie, la région du Pacifique comprenant les Fidji, les Îles Salomon et la Papouasie-Nouvelle-Guinée.

## Biographie

### Formation
Stacy Jupiter fréquente l'Université Harvard et obtient un baccalauréat en biologie en 1997. En 2006, elle obtient un doctorat axé sur l'utilisation des terres et ses impacts, de l'Université de Californie à Santa Cruz.

### Attirance pour la nature
Stacy Jupiter apprécie la nature dès son plus jeune âge. En tant qu'étudiante de premier cycle, elle fait du bénévolat en Australie, travaillant avec l'Université de Sydney et l'Université de Nouvelle-Galles du Sud. Stacy Jupiter se porte volontaire auprès du Peace Corps après ses études universitaires au Gabon, en Afrique centrale. Cette expérience lui permet de se familiariser avec la pollution des systèmes en aval et la motive à poursuivre des études supérieures. Pendant ses études supérieures, Stacy Jupiter assiste à une conférence de Peter Walsh, qui avait travaillé avec la Wildlife Conservation Society (WCS). 

### Début de carrière
La Wildlife Conservation Society fait appel à Stacy Jupiter, qui commence alors à travailler pour l'organisation tout en débutant sa carrière de scientifique associée en conservation. Elle devient ensuite directrice du programme national des Fidji puis directrice régionale pour la Mélanésie depuis 2014,.

### Recherche
En 2009, Stacy Jupiter se rend compte à quel point les inondations peuvent être nocives lorsqu'elle voit l'eau détruire des maisons et des routes sur l'île de Fidji. Après plusieurs recherches préliminaires, Jupiter se rend compte que les grandes inondations propagent de nombreuses maladies d'origine marine. Cette découverte amène Stacy Jupiter à se demander si les membres des communautés locales tâcheraient de faire quelque chose s’ils réalisent que leur vie et leur bien-être sont en danger.
Stacy Jupiter travaille essentiellement en Mélanésie, une région marine contenant une grande biodiversité. De nombreux habitants des îles du Pacifique restent proches de la nature et ne s'en séparent pas comme les Occidentaux ont tendance à le faire. Elle cherche donc des moyens de préserver l'environnement.
Bien que Stacy Jupiter soit expérimentée dans les sciences marines, elle en sait peu sur la culture des Fidji à son arrivée. Elle passe beaucoup de temps avec les pêcheurs et les villageois pour apprendre d'eux et déduire des observations scientifiques à partir de leurs récits. De nombreuses communautés mélanésiennes utilisent une méthode appelée tabou, la fermeture périodique de la pêche de façon à gérer les ressources naturelles des récifs coralliens. Travaillant aux côtés des villageois et observant leurs procédures comme le tabou, Nancy Jupiter essaye d'aider les communautés locales à décider de l'époque et de la durée de fermeture des zones du récif. Grâce à cette recherche, elle estime que la durabilité de milliers de zones tabous du sud-ouest du Pacifique pourrait être améliorée. Ses recherches mettent en évidence le caractère nuisible des industries comme l'exploitation forestière et l'exploitation minière sur les récifs coralliens. Assistée de plusieurs collaborateurs, Nancy Jupiter démontre comment l'essor de l'exploitation forestière et minière a non seulement des effets négatifs sur la qualité de l'eau des récifs coralliens, mais augmente également le risque de transmission de maladies d'origine marine comme la fièvre typhoïde. 

### Vulgarisation scientifique
Stacy Jupiter développe des scénarios de bande dessinée afin de transmettre ses informations scientifiques au grand public. Une bande dessinée raconte l'histoire d'un poisson gobie qui voyage à travers la rivière et se retrouve confronté à des défis liés aux préoccupations environnementales causées par l'influence humaine. Elle produit également des spectacles de marionnettes pour enfants à partir de ces histoires. 
Elle participe également à un flash mob de 125 personnes dansant sur une version de « Stayin' Alive ». Ce flash mob, qui est ensuite publié sur YouTube, a pour but d'attirer l'attention du gouvernement pour qu'il adopte les réglementations adéquates. 

### Prix et reconnaissance
En 2019, Stacy Jupiter reçoit une bourse MacArthur pour son action visant à préserver la vie marine et les récifs coralliens en s'appuyant sur les recherches déjà existantes et en envisageant de nouvelles façons de gérer les ressources naturelles. Selon Newsday, elle est la seule boursière étrangère reconnue en 2019. Les bourses MacArthur sont décernées annuellement par la Fondation John et Catherine MacArthur pour « une originalité et un dévouement extraordinaires ». Ce prix s'accompagne d'une bourse de 625 000 dollars sur cinq ans, Stacy Jupiter est l'une des 26 boursiers sélectionnés.